# ألبرتو أريدوندو غوتيريز
ألبرتو أريدوندو غوتيريز هو اقتصادي وصحفي كوبي، ولد في 28 أغسطس 1912 في هافانا في كوبا، وتوفي في 17 أبريل 1968 في ميامي في الولايات المتحدة.